# Zuckerrübe

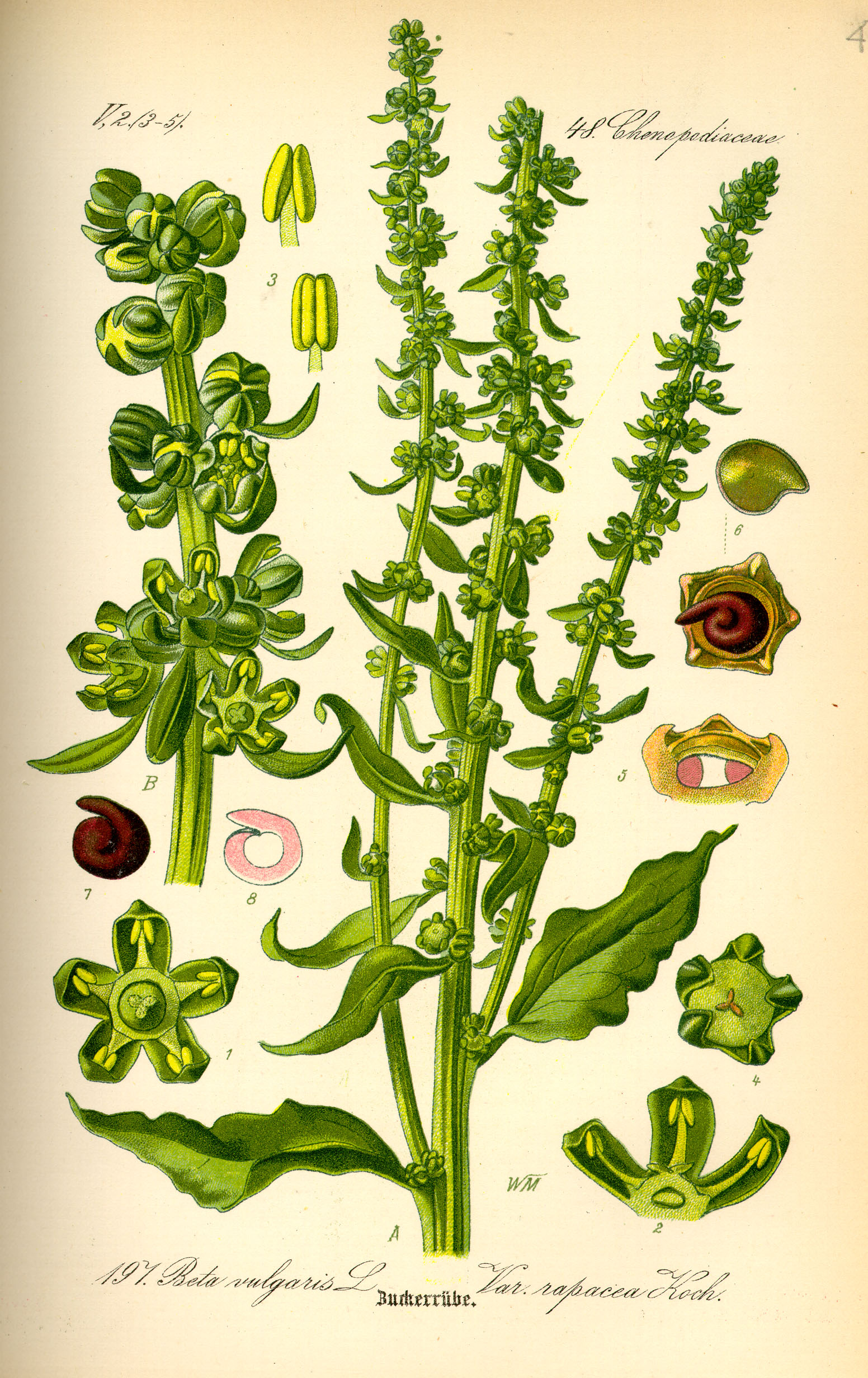
Zuckerrübe (Beta vulgaris subsp. vulgaris, Altissima-Gruppe), Illustration

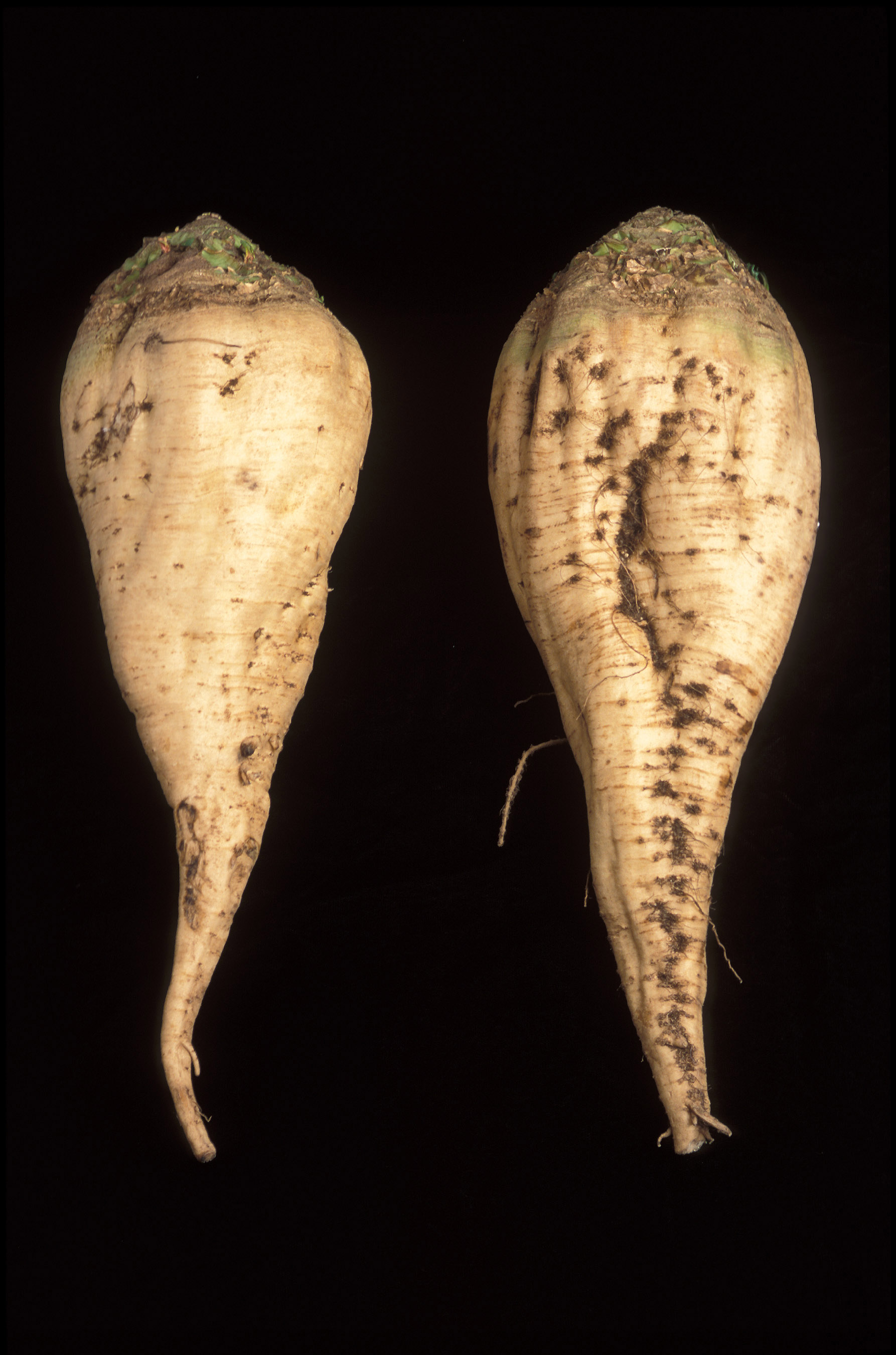
Zuckerrüben

Die Zuckerrübe (Beta vulgaris subsp. vulgaris, Altissima-Gruppe) ist eine landwirtschaftliche Kulturpflanze; sie gehört zur Familie der Fuchsschwanzgewächse (Amaranthaceae). Früher wurde sie zur Familie der Gänsefußgewächse (Chenopodiaceae) gestellt, die inzwischen in den Fuchsschwanzgewächsen enthalten sind.
Wie Futterrübe und Rote Bete ist sie eine Kulturform der Gemeinen Rübe (Beta vulgaris subsp. vulgaris). Sie stammt von der Wilden Rübe oder Wild-Bete (Beta vulgaris subsp. maritima) ab und wurde züchterisch auf einen stark erhöhten Gehalt an Zucker (Saccharose [Haushaltszucker]) hin verändert. Der Zuckergehalt beträgt 18 bis 20 %.
Der Anteil von Rübenzucker an der globalen Gesamtzuckerproduktion beträgt etwa 20 Prozent. Global betrachtet ist Zuckerrohr die bedeutendste Zuckerpflanze. Zuckerrüben werden überwiegend in Europa einschließlich Russlands angebaut, da sie sich für den Anbau dort klimatisch am besten eignen. Die Haupterzeuger von Rübenzucker sind hier Russland, Frankreich, Deutschland und Polen. Bei der Zuckerherstellung fallen Nebenprodukte an, die als Futtermittel oder Substrat für Fermentationen verwendet werden.
Zunehmend ist die Bedeutung von Zuckerrüben als nachwachsender Rohstoff, z. B. zur Herstellung von Bioethanol und Biogas.

## Biologie
Die Zuckerrübe ist eine zu den Fremdbefruchtern zählende zweijährige Pflanze. Sie bildet erst im zweiten Jahr einen Blütenstand und Samen aus.
Im ersten Jahr entwickelt sie im vegetativen Stadium oberirdisch eine Blattrosette mit ungefähr 20 breitflächigen, bis zu 30 Zentimetern langen Laubblättern, und die Wurzel verdickt sich zu einem weißen Rübenkörper. Die Zuckerrübe ist ein Pfahlwurzler, ihre Wurzeln können bis zu anderthalb Meter tief in den Boden reichen.
Die Ernte erfolgt im ersten Vegetationsjahr, da in diesem Zeitraum die Speicherung von Reservestoffen erfolgt und damit der Zuckergehalt, der den wirtschaftlichen Nutzen bestimmt, am höchsten ist. Zum Erntezeitpunkt hat die Rübe ein Gewicht von 700 bis 1200 Gramm. Der höchste Zuckergehalt konzentriert sich im Mittelstück der Rübe.
Im zweiten Jahr, der generativen Phase, entsteht ein etwa 1,5 Meter hoher verzweigter Blütenstand mit unscheinbaren fünfzähligen Blüten. Durch Spätfröste oder durch längere Perioden mit Temperaturen zwischen 0 und 8 °C nach der Aussaat kann bereits im ersten Jahr eine Vernalisation erfolgen, die zu den unerwünschten Schossern führt. Diese wirken sich störend auf die maschinelle Ernte aus und verursachen Mindererträge, da die Rübenkörper klein bleiben und somit einen geringen Zuckerertrag liefern.
Da sie außerdem mehrere hundert keimfähige Samen im Boden hinterlassen, die lange im Boden überdauern können, ohne ihre Keimfähigkeit zu verlieren, gefährden sie auch den zukünftigen Rübenanbau auf derselben Fläche. Sie müssen deshalb schon vor der Blüte entfernt werden.
Die Zuckerrübe wird vorwiegend im gemäßigten Klimabereich kultiviert. Hauptverbreitungsgebiet ist Europa, aber auch in den USA, in Kanada, Nordafrika und in einigen asiatischen Ländern wird sie angebaut. In Europa erfolgt der Anbau von Finnland bis hin zu den Mittelmeerländern. Anders als in Mittel- bzw. Nordeuropa wird die Zuckerrübe in den Mittelmeerländern allerdings nicht im Frühjahr ausgesät, sondern in den Monaten Oktober bzw. November. Die Ernte erfolgt dann im nachfolgenden Sommer.
Für einen hohen Ertrag benötigt die Zuckerrübe gemäßigte Temperaturen, viel Licht, eine stetige Wasserversorgung und tiefgründige nährstoffreiche Böden mit guter Wasserführung. Der Wasserbedarf der Zuckerrübe ist besonders im Juli und August hoch. Im Jugendstadium ist die Pflanze frostempfindlich, Nachtfröste unter −5 °C führen zum Absterben der Pflänzchen.

## Geschichte
Der Chemiker Andreas Sigismund Marggraf wies 1747 erstmals den Zuckergehalt der Runkelrübe nach. 1801, nach der erfolgreichen Selektion der Weißen schlesischen Rübe, schuf der Physiko-Chemiker Franz Carl Achard auch die Grundlagen der industriellen Zuckerproduktion. Die erste Rübenzuckerfabrik der Welt entstand in Cunern (Schlesien).
Der Aufstieg der Zuckerrübe als Zuckerlieferant begann mit Napoleons Kontinentalsperre von 1807 bis 1813. Diese Maßnahme verteuerte den Import von Rohrzucker aus den Kolonien drastisch. Die Menschen in Europa waren aber nicht mehr bereit, auf Zucker zu verzichten. Die Rübenzuckerindustrie blühte während der Kontinentalsperre auf. Das damalige Département du Mont-Tonnerre (Donnersberg) im heutigen Rheinland-Pfalz war 1812 das größte Anbaugebiet Frankreichs. Mit dem Sieg über Napoleon brach diese Entwicklung jäh ab. Der Rübenzucker konnte mit dem billigeren Rohrzucker nicht mehr konkurrieren. Mit der preußischen Zuckerrübenindustrie ging es bergab. Anders war das in Frankreich, wo die Kontinentalsperre nachwirkte.
Um 1850 begann mit der Einführung des Wanzleber Pflugs (Tiefkulturpflug) und der Drillmaschine durch Ludwig Lüders die Mechanisierung des Zuckerrübenanbaus.
Der im 19. Jh. mit dem Rübenanbau erblühende Wohlstand z. B. in Mitteldeutschland machte sich sichtbar in teils palastartigen Villenbauten, die der Volksmund alsbald spöttisch als Rübenburg bezeichnete.

## Entstehung
Die Zuckerrübe entstand gegen Mitte des 18. Jahrhunderts durch Züchtung aus der Runkelrübe, wobei gezielt auf einen hohen Zuckergehalt selektiert wurde. Dadurch konnte der Zuckergehalt von anfänglich 8 auf 16 Prozent (um 1800) gesteigert werden. Heutige Zuckerrüben haben einen Zuckergehalt von 18 bis 20 Prozent. Zucker ist ein energiereiches Produkt der Photosynthese und dient der Pflanze als Speichersubstanz.

## Anbau

Lage der großen Zuckerrüben-Anbaugebiete sowie der Zuckerfabriken in Deutschland

Der Anbau der Zuckerrübe stellt hohe Ansprüche an die Beschaffenheit, Düngung und Bearbeitung des Bodens und gelingt auf tiefgründigen, Lehm- und Lössböden mit reichlichem Nährstoffvorrat am besten. Eher trockene Sandböden sowie zähe Tonböden und alle flachgründigen, nassen Bodenarten sind dagegen ungeeignet.
Zuckerrüben werden in Reinkultur angebaut, sollten jedoch nicht über mehrere Jahre als Monokultur gepflanzt werden, da sie nicht mit sich selbst verträglich sind, was eine mehrjährige Fruchtfolge erforderlich macht. Dabei eignen sich einige Pflanzenarten nicht als Vorfrüchte, insbesondere wenn sie ähnliche Schädlinge oder Pilze anziehen. Bei Kohl oder Spinat kommt es beispielsweise zur Vermehrung von Nematoden, welche ebenfalls die Rüben befallen.
Die Ökobilanz des Zuckerrübenanbaus fällt ungünstig aus, da Bodenbearbeitung, Düngung und Pflanzenschutz negative Auswirkungen auf die Artenvielfalt haben und der lange Zeitraum, in dem der Boden offen liegt, Bodenerosion und Bodenmüdigkeit begünstigt. Darüber hinaus benötigen Zuckerrübenfelder eine ausreichende Wasserversorgung, damit die Pflanzen genügend Zucker einlagern. Aus diesem Grund müssen Zuckerrüben in vielen Regionen bewässert werden, um den Ertrag abzusichern.

### Saat

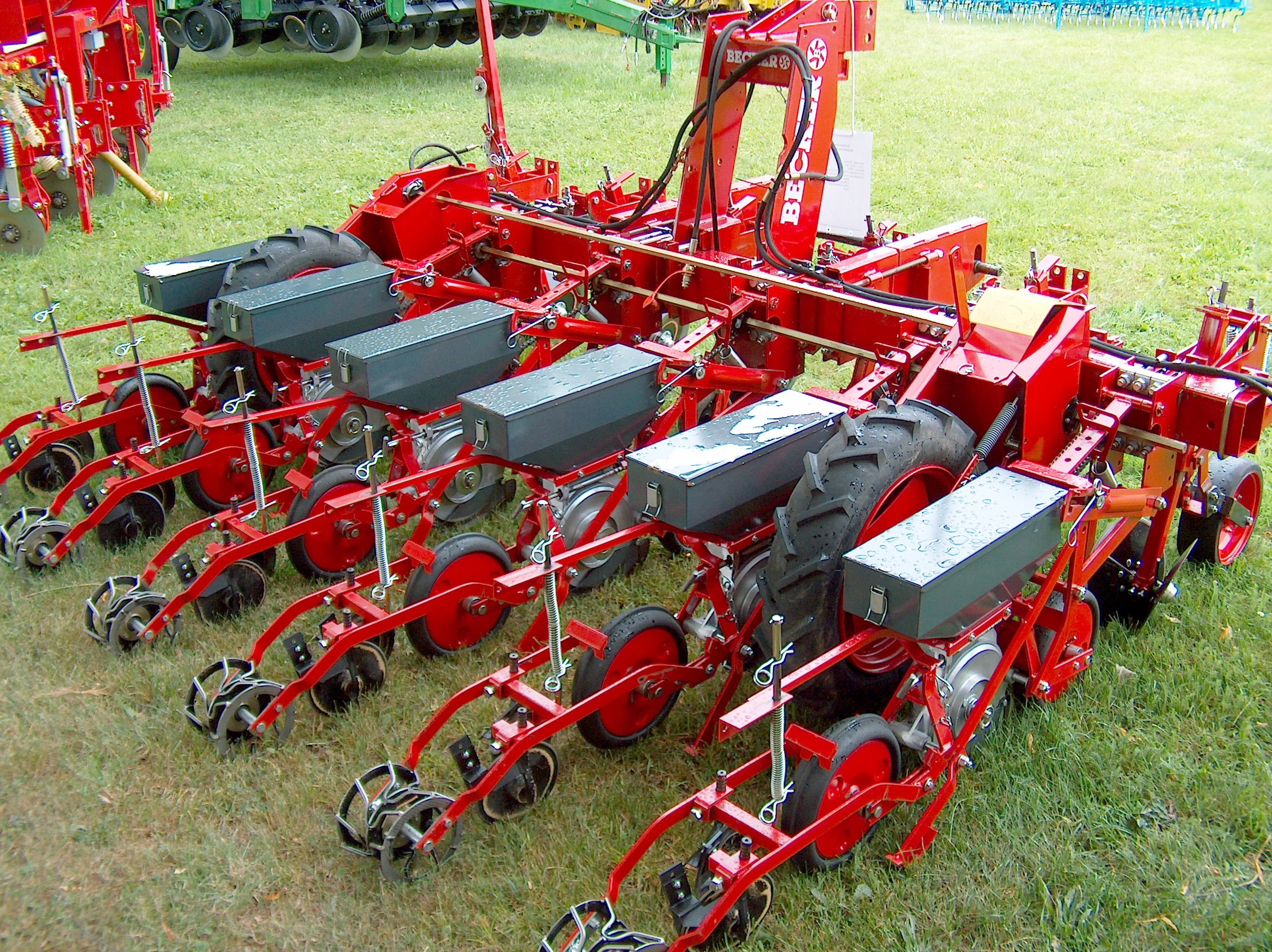
Einzelkornsägerät für Zuckerrüben

#### Aussaat vor der Mechanisierung der Landwirtschaft
Zuckerrüben werden oft nach gedüngtem Wintergetreide angebaut, wobei nach einigen Wochen tief gepflügt, dann geeggt und im Frühjahr gewalzt wird. Mineralische Düngemittel, wie Phosphate, werden bereits im Herbst in den Boden gebracht. Gesät wird Ende März oder Anfang April, in Reihen oder in Tüpfeln als Dippelsaat, da die Vegetationszeit 26 bis 30 Wochen dauert. Bei der Reihensaat sind Abstände von 30 bis 50 Zentimetern üblich, während die Tüpfelsaat in der Regel mit der Dibbelmaschine ausgeführt wird. Es wird etwa 9 bis 10 Kilogramm Saatgut pro Hektar benötigt, bei der Drillsaat 15 bis 20 Kilogramm. Vor Aufgehen der Saat sollten mögliche Verkrustungen durch das Überfahren mit einer Stachelwalze beseitigt werden, später wird zwei- oder dreimal gehackt. Nach dem ersten Hacken werden die jungen Rübenpflanzen auf 18 bis 20 Zentimeter vereinzelt, wobei die schwächeren Pflanzen entfernt und zwischen den Reihen ausgelegt werden, um das Aufkommen von Unkraut zu mindern.

#### Aussaat nach modernen Maßstäben

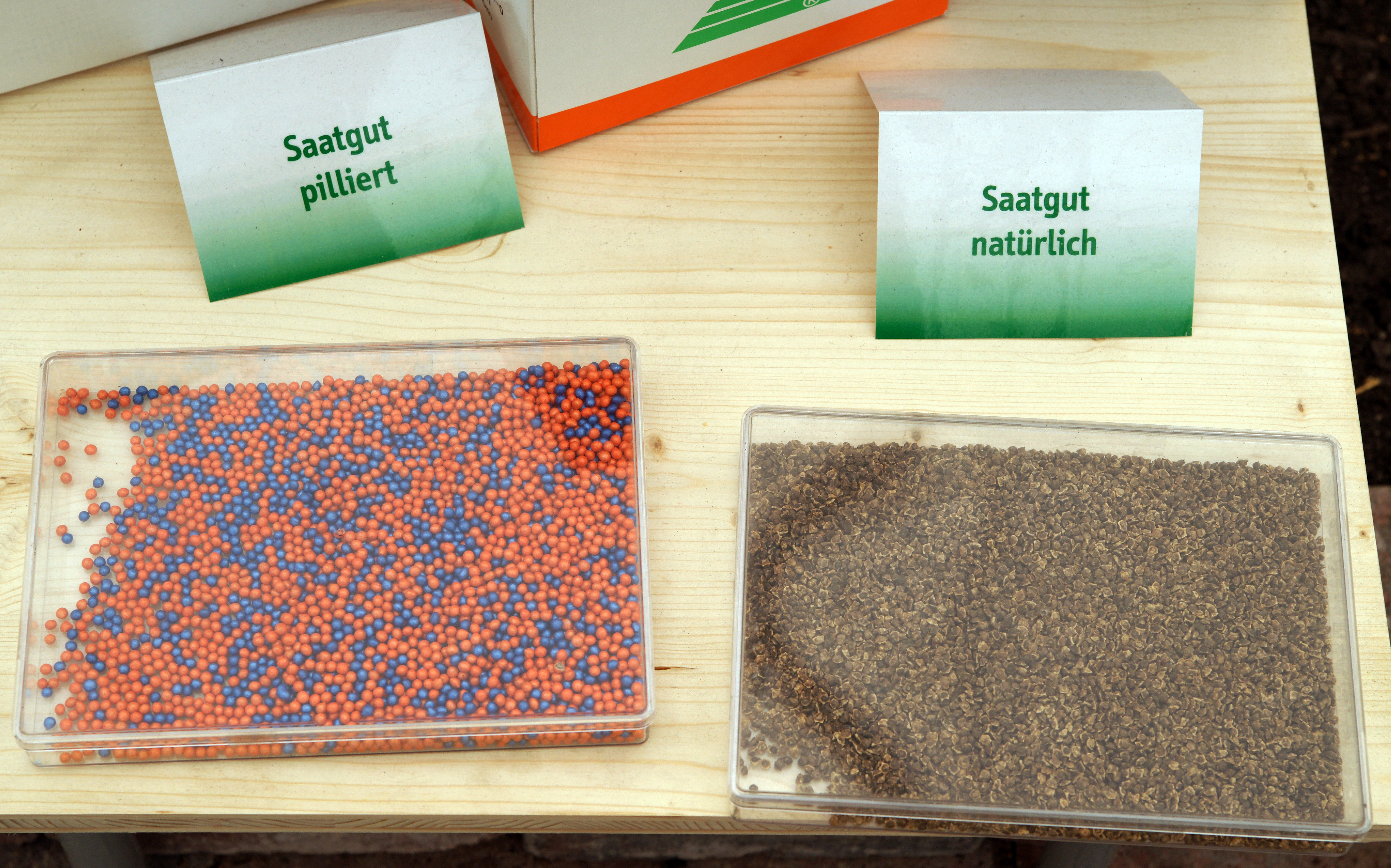
Zuckerrübensaatgut pilliert (links) und natürlich (rechts)

Die Aussaat erfolgt in Mitteleuropa Mitte März bis Anfang Mai. Technisch aufwändig aufbereitetes (pilliertes) Saatgut wird als Einzelkornsaat mit Einzelkornsämaschinen in Reihen im Abstand von 45 Zentimetern bzw. 50 Zentimetern und einer Tiefe von 2 bis 3 Zentimetern ausgebracht, dabei wird ein Bestand von sieben bis elf Pflanzen pro Quadratmeter erreicht. Gleichstandsaat scheitert derzeit vor allem an der vorhandenen Rodetechnik, da Reihenabstände im Bereich von 30 Zentimetern und Pflanzenabstände von 30 Zentimetern in der Reihe zu Problemen mit Verstopfungen des Roders durch Rübenblatt und Unkraut führen.
Mittlerweile werden Rüben vereinzelt auch in Schlitzsaat gesät, auch Streifenfrässaat oder strip-till genannt. Dabei handelt es sich um ein spezielles Verfahren der Einzelkornsaat, bei dem der Boden ausschließlich in der Saatreihe bis zu einer Tiefe von 25 Zentimeter gelockert wird. Dies geschieht durch Zinkenschare, die vor der Drillmaschine angeordnet sind. Die Vorteile gegenüber der herkömmlichen Mulchsaat mit Saatbettbereitung im Frühjahr sind nach ersten Erkenntnissen ein gleichmäßigeres Auflaufen der Saat, hohe Energieeffizienz und geringer Arbeitsaufwand pro Hektar sowie guter Schutz vor Bodenerosion. Möglicherweise verbessert dieses Verfahren auch die Wassereffizienz in der Vegetationsphase.
In Deutschland gab es 2024 noch 23.600 Rübenanbauer (Tendenz rückläufig), die auf ca. 350.000 ha Anbaufläche Zuckerrüben anbauen. Die Erträge werden in 18 Raffinerien weiter verarbeitet, wobei nicht nur die Lebensmittelindustrie beliefert wird. In der Zuckerindustrie wird auch sogenannter „Verarbeitungszucker“ für Non-Food-Bereiche produziert, wie für Futtermittel und Ethanol.

### Ernte

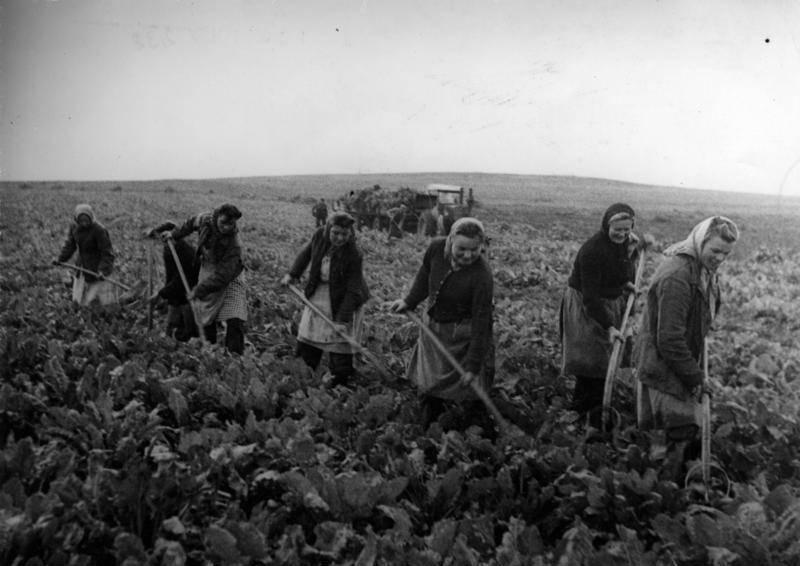
Köpfen der Rüben von Hand

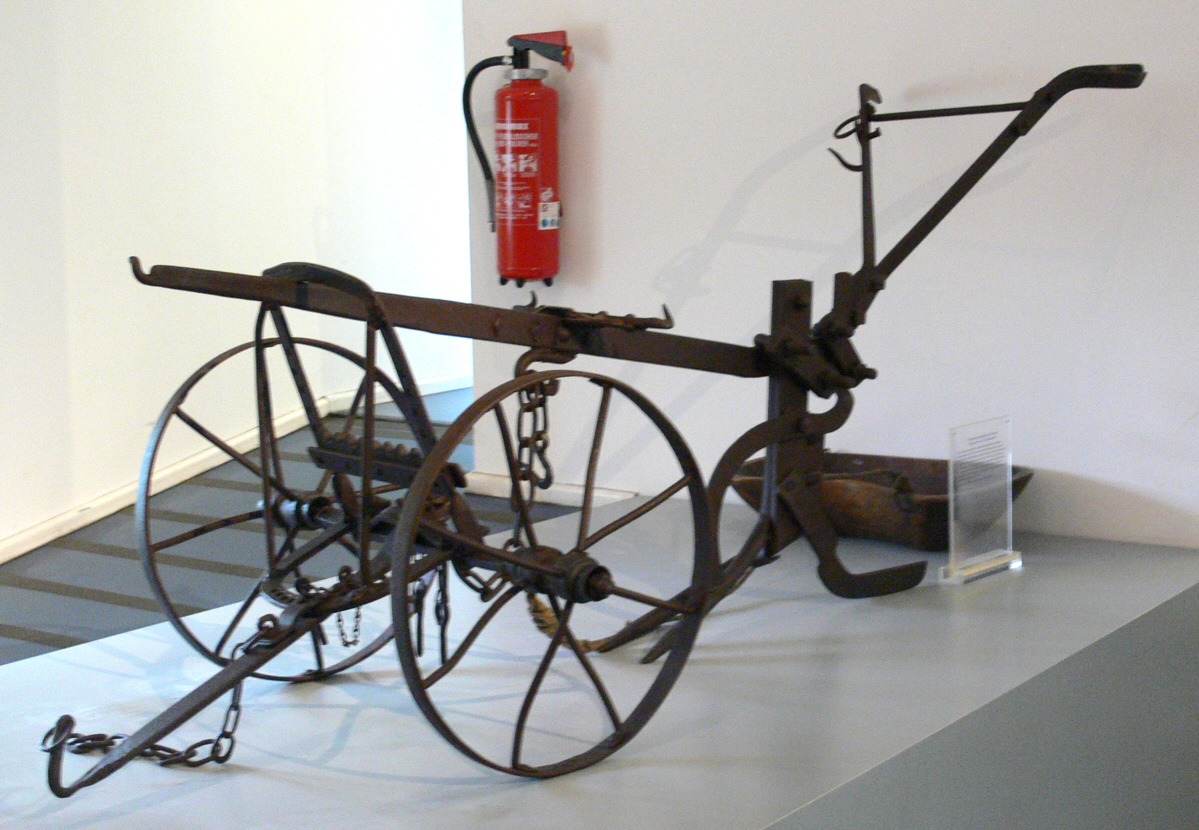
Rüben-Rodepflug für Zugtier

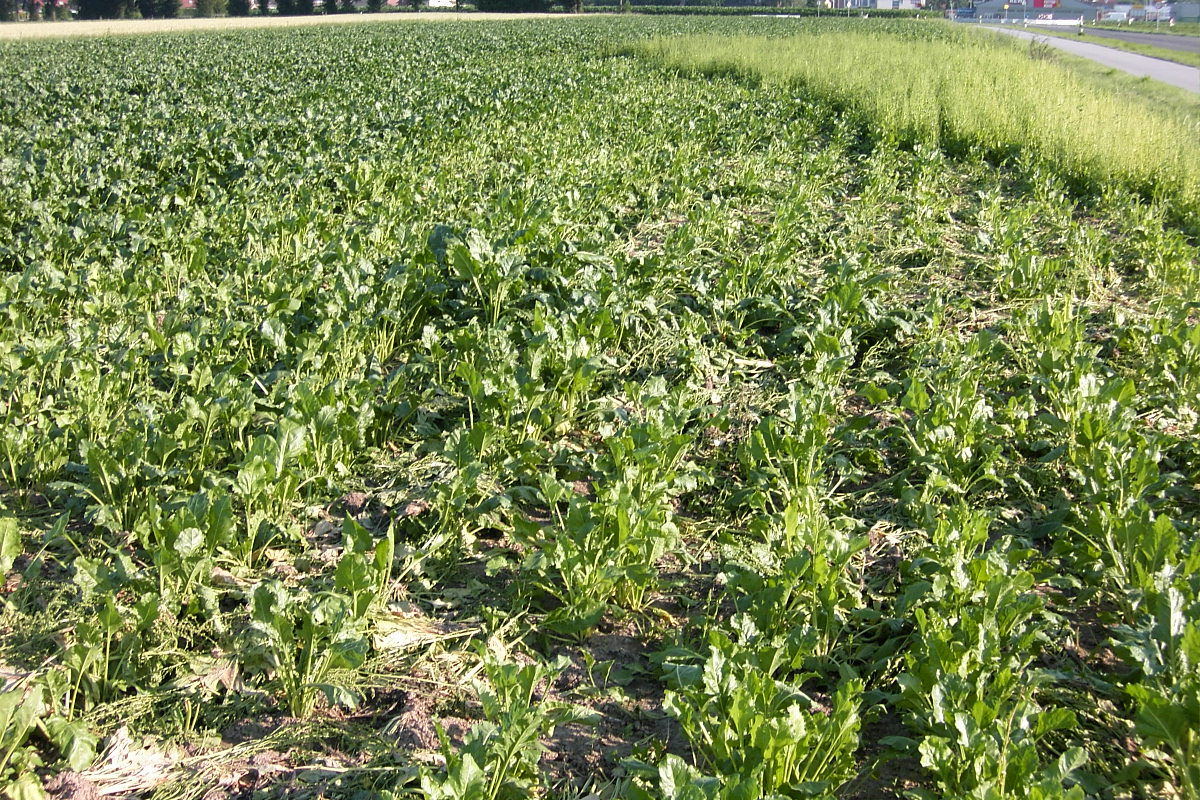
Ansammlung von Schosserrüben

Die Rübenernte beginnt ab Mitte September bis etwa Mitte Dezember, wobei eine spätere Ernte bei guter Witterung Vorteile hat, da der Zuckergehalt bei längerer Vegetationszeit steigt. Die Rübenerntezeit nennt man auch Rübenkampagne.
Früher wurden Zuckerrüben durch Handarbeit geerntet, wobei die Rüben gestochen und anschließend von Erde und Blätter (die man später als Viehfutter verwendete) befreit wurden. Zum Herausstechen wurden Spaten, Rübenzieher oder ein Rübenheber verwendet. Die geernteten Rüben wurden dann entweder per Hand oder mit einer Rübengabel verladen und zur weiteren Verarbeitung in die Zuckerfabrik transportiert.
Als Ersatz für die reine Handarbeit kamen später von Zugtieren gezogene Geräte auf. In erster Linie ist hier der Köpfschlitten zum Abschneiden des Rübenkopfes und der Blätter sowie der an dem Grindel eines Karrenpfluges befestigte Rübenrodekörper zum Lösen der Rüben aus dem Boden zu nennen.
Bis heute erfolgt der Erntevorgang in drei Arbeitsschritten: Entfernen des Blattwerks, Herausholen der Rübe aus dem Boden und Aufnehmen der Rübe vom Boden. Mittlerweile gibt es von Traktoren gezogene oder eigenständige Landmaschinen, wie den Rübenvollernter, um diese Arbeiten auszuführen. Die Blätter der Rüben werden beim Entfernen gehäckselt und entweder als Mulch zur Düngung auf dem Feld belassen oder direkt auf einen Anhänger verladen und als Viehfutter verwendet.
In Deutschland liegen die Erträge bei rund 80 Tonnen Rüben pro Hektar Anbaufläche; aus dieser Menge lassen sich rund 10 t Zucker produzieren. Im Jahr 1859 ergaben Felddüngungsversuche der Chemischen Fabrik zu Schöningen bereits einen Ertrag von ca. 38 Tonnen Rüben pro Hektar (189,4 Zentner pro Morgen). Der ungedüngte Zuckerrübenanbau eines Ackerstücks erreichte dagegen lediglich 18 Tonnen pro Hektar (90,1 Zentner pro Morgen).
Der Gesamtenergieaufwand zur Produktion einer Tonne Zucker beträgt etwa 11.200 Megajoule (entsprechend dem Brennwert von rund 267 Kilogramm Rohöl, vgl. Öleinheit), hiervon entfallen circa 2500 MJ (entsprechend 60 Kilogramm Öleinheiten) auf die Feldproduktion (für Bodenbearbeitung, Düngung, Saat, Pflanzenschutz und Ernte) und durchschnittlich 600 MJ (entsprechend 14 Kilogramm Öleinheiten) auf den Transport der gerodeten Rüben vom Feld zur Zuckerfabrik. Der Energiegehalt einer Tonne Zucker beträgt 16.800 Megajoule und liegt damit um 50 Prozent über dem Herstellungsaufwand. Für die Herstellung von einem Kilogramm Haushaltszucker werden im Schnitt sieben Zuckerrüben benötigt, was einer Anbaufläche von rund 0,8 m² entspricht.

### Transport und Verladung
Der Transport erfolgt mit der Bahn oder auf LKWs, während früher pferdegezogene Ackerwagen genutzt wurden. In den Zuckerfabriken wurden bereits in den 1950er Jahren Kippanlagen installiert, um die Entladung zu erleichtern. Um die „Bahnrüben“ nicht mehr manuell mit Rübengabeln in die Waggons verladen zu müssen, wurden ab 1952 an einigen Bahnhöfen sogenannte Hochrampen und technische Verladeanlagen (Bandanlagen) eingesetzt. Ab 1957 wurden, als Reaktion auf erste Streckenstilllegungen der Bundesbahn, auch fahrbare Verladeanlagen „System ELFA“ angeschafft. Zu dieser Zeit hatten landwirtschaftliche Anhänger noch keine Kippvorrichtung, sodass immer der ganze Wagen gekippt werden musste. Auf Initiative von Bernhard Orth wurde 1970 die „VSK-Technik Kübler GmbH“ gegründet, deren Name aus den Namen der Gründungsmitglieder abgeleitet war: des Verbands der Hessisch-Pfälzischen Zuckerrübenbauvereine e. V., der Süddeutschen Zucker-AG und des Geschäftsführers Horst-Werner Kübler. Die VSK-Technik Kübler mit Sitz in Lautersheim stellte zunächst Ersatzteile für Verladeanlagen her und nahm die Reparatur defekter VW-Motoren vor. Später wurden Verladeanlagen (vom Typ Kaiser) dort hergestellt.

## Schädlinge und Krankheiten
Der häufigste Schädling in Mitteleuropa ist der Rübenzystennematode. Weitere Schädlinge sind u. a. die Rübenmotte, Rübenkopfälchen, Rübenfliege, Moosknopfkäfer und Drahtwürmer. Als Fraßschädlinge sind bei Jungpflanzen vor allem Schnecken von Bedeutung, bei älteren Pflanzen treten eher Gammaeulen auf. Krankheiten sind Cercospora-Blattflecken, Rübenrost und die Späte Rübenfäule.

## Verwendung

### Für den menschlichen Verzehr
Die Zuckerrübe wird als Rohstoff für die industrielle Zuckerfabrikation (Saccharose) angebaut. Die Zuckerausbeute beträgt knapp 16 % der eingesetzten Rübenmasse.
Ein weiteres industrielles Nebenprodukt ist ein mit etwa 4 % der verarbeiteten Rübenmasse anfallender, per Kristallisation entzuckerter, aber noch immer stark zuckerhaltiger und nährstoffreicher Sirup, die Melasse. Sie dient unter anderem der industriellen Alkoholgewinnung durch Vergärung, aber auch als Nährmedium für die biotechnologische Herstellung anderer Produkte, wie z. B. Backhefe oder Zitronensäure in der Weißen Biotechnologie.
Zuckerrübensirup („Rübenkraut“), teilweise auch Melasse, wird als Brotaufstrich gegessen, vor allem in den Anbaugebieten. Rübenkraut ist aber auch deutschlandweit im Handel erhältlich.
Die Blätter ähneln denen des Blatt-Mangolds; sie können wie dieser als Blattgemüse verwendet werden.

### Als Viehfutter
Die durch die Zuckergewinnung ausgelaugten Rübenschnitzel besitzen immer noch einen hohen Zuckeranteil und enthalten außerdem Eiweiß, weshalb sie als Futtermittel besonders für Wiederkäuer verwendet werden können. Für Milchvieh sind die Rückstände aus Zuckerrüben sehr gut verdaulich, so dass man pro Tag und Tier, bei sonst zuckerarmer Fütterung, bis zu 2 kg Trockenmasse (entspricht 8 bis 10 kg Frischmasse) Zuckerrüben in die Tagesration integrieren kann. Problematisch bei der Verwendung als Futtermittel sind jedoch die geringe Haltbarkeit ungetrockneter Rübenrückstände sowie die hohen anteiligen Verluste bei Überlagerung (z. B. als Silage).
Als Nebenprodukt fällt bei der Ernte Rübenblatt an, das zum größten Teil als Gründüngung wieder in den Boden eingearbeitet wird. In geringem Umfang wird das Rübenblatt auch als Futter für Rinder verwendet.
Das aus der Weiterverarbeitung der Melasse entstehende, weitestgehend zuckerfreie Nebenprodukt ist die Vinasse, die ebenfalls als Futterzusatz und Düngemittel genutzt wird.

### Als Energiepflanze
Neben der Verwendung als Tierfutter werden Zuckerrüben vermehrt als nachwachsender Rohstoff (kurz: Nawaro), z. B. zur Gewinnung von Ethanol (Bioethanol) verwendet. Ebenso zeichnen sich Zuckerrüben als energiereiches und schnellvergärbares Substrat für die Erzeugung von Biogas aus.

## Wirtschaftliche Bedeutung
Weltweit wurden laut der Welternährungsorganisation FAO 2023 insgesamt 281.194.639 t Zuckerrüben geerntet. Die zehn größten Produzenten erzeugten zusammen 81,1 % der Welternte.

### Die größten Zuckerrübenproduzenten
| Rang | Land                   | Menge (in t) |
| ---- | ---------------------- | ------------ |
| 01   | Russland               | 48.907.753   |
| 02   | Vereinigte Staaten     | 31.496.750   |
| 03   | Deutschland            | 29.550.640   |
| 04   | Frankreich             | 28.201.400   |
| 05   | Türkei                 | 19.000.000   |
| 06   | Polen                  | 14.154.120   |
| 07   | Ukraine                | 13.557.071   |
| 08   | Ägypten                | 09.941.460   |
| 09   | Volksrepublik China    | 08.933.200   |
| 10   | Vereinigtes Königreich | 07.256.600   |
|      | Summe Top Ten          | 227.941.6150 |
|      | restliche Länder       | 49.999.620   |

Zum Vergleich: Österreich erzeugte im gleichen Zeitraum 2.675.690 t und die Schweiz 1.199.626 t. Europa produzierte insgesamt 188.492.225 t, dies entsprach 67,0 % der Weltproduktion.

### Bedeutung für die Zuckerherstellung

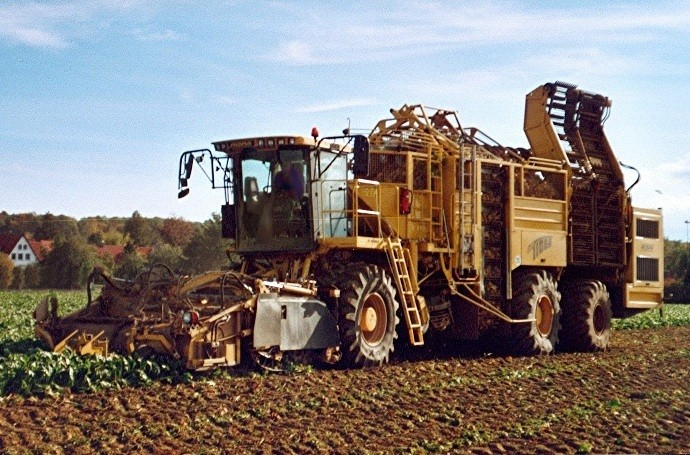
6-reihiger Zuckerrübenvollernter mit 3 Achsen und Knicklenkung

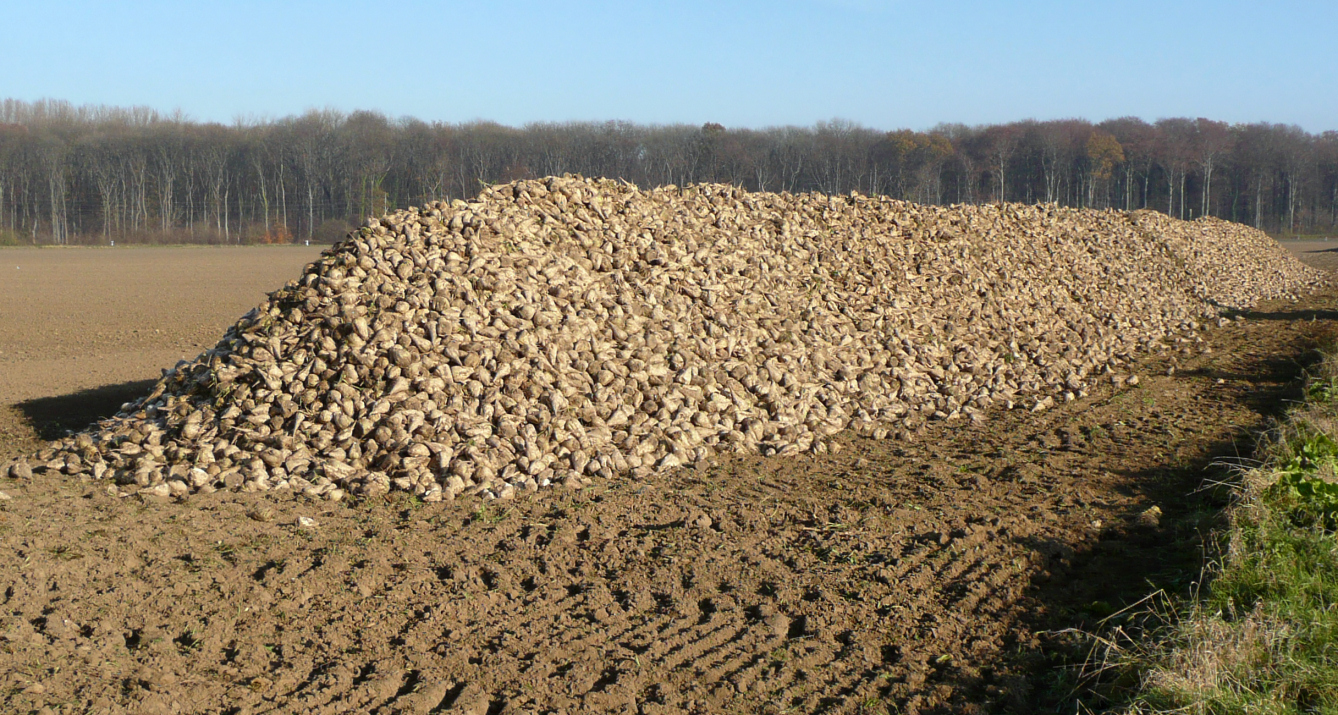
Miete am Feldrand zur Zwischenlagerung der Rüben vor dem Abtransport zur Zuckerfabrik

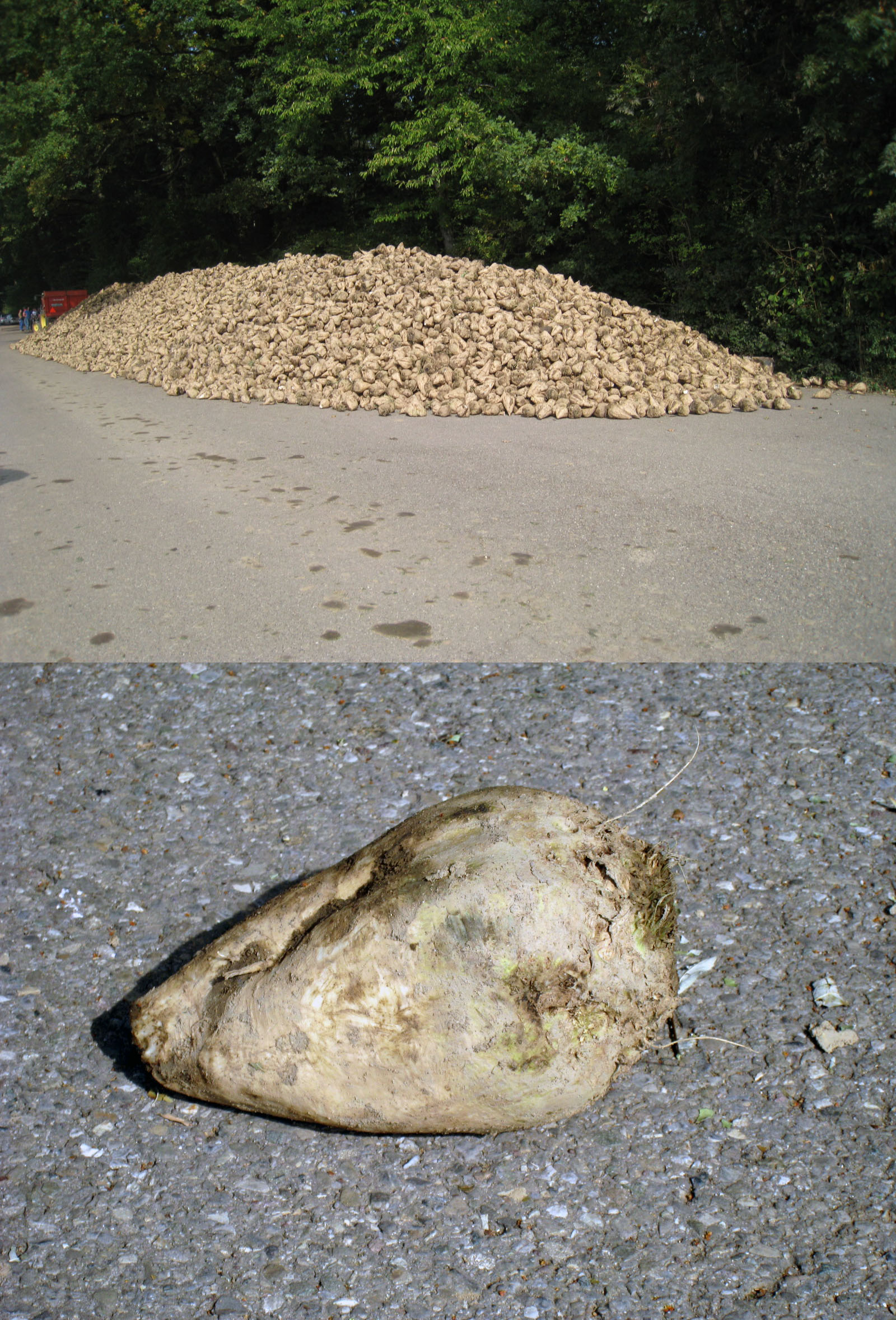
Geerntete Rüben

Der Anteil der Zuckerrübe als Rohstoffquelle zur Gewinnung von Zucker ist in den vergangenen Jahrzehnten zurückgegangen. Im Wirtschaftsjahr 2005/06 wurden weltweit 109,4 Millionen Tonnen (74 Prozent) aus Zuckerrohr und 38,3 Millionen Tonnen (26 Prozent) aus Zuckerrüben produziert. In den 1960er Jahren lag das Verhältnis noch bei 57 Prozent Rohr- und 43 Prozent Rübenzucker. Die absolut produzierte Menge Rübenzucker blieb aber relativ stabil durch eine insgesamt stark wachsende Zuckerproduktion. In der EU werden ca. 112 Millionen Tonnen Rüben pro Jahr produziert, aus welchen die europäische Zuckerindustrie 13 bis 15 Millionen Tonnen Kristallzucker gewinnt. In nahezu allen europäischen Ländern wird Zucker aus Zuckerrüben hergestellt. Dabei sind Deutschland, mit etwa 400.000 Hektar, sowie Frankreich und Polen die Hauptproduzenten.

### Subventionen
In der Schweiz ist der Anbau von Zuckerrüben, wie die gesamte Landwirtschaft, stark von Subventionen abhängig. Seit die Europäische Zuckermarktordnung per Ende September 2017 abgeschafft und somit die Produktionsmengen freigegeben und die Exportbeschränkung aufgehoben wurden, sind die Einzelkulturbeiträge um weitere 300 Franken pro Hektare angestiegen. Insgesamt bekommt ein Landwirt heute (2019–2021) zwischen 3.400 Franken (ÖLN) und 4.850 Franken (Bio Suisse) pro Hektare und Jahr ausbezahlt.

## Herbizidresistente Sorten
Im Jahr 2015 wurden in den USA auf 471.000 Hektar und somit nahezu ausschließlich gentechnisch veränderte, herbizidresistente Zuckerrüben angebaut. Zusammen mit 15.000 ha GVO-Zuckerrübenanbaufläche in Kanada (auch fast die gesamte kanadische Zuckerrübenanbaufläche) umfassen die Anbauflächen der beiden Länder nahezu die gesamte weltweite GVO-Zuckerrübenanbaufläche von 486.000 ha. Der Anbau gentechnisch veränderter Zuckerrüben hat die Unkrautbekämpfung wesentlich erleichtert, da fast ausschließlich Glyphosat als Unkrautbekämpfungsmittel eingesetzt werden kann. Im Vergleich zum konventionellen Anbau, der in der Regel mehrere verschiedene Unkrautbekämpfungsmittel einsetzt, wird bei glyphosatresistenten Zuckerrüben nur Glyphosat eingesetzt. Es besteht aber die Gefahr, dass das vermehrte Auftreten glyphosatresistenter Unkräuter den Erfolg zunichtemacht. Ein weiteres Problem besteht darin, dass ein Auskreuzen der Glyphosatresistenz auf verwandte Kulturpflanzen und Wildformen nicht völlig ausgeschlossen werden kann.